# João Paiva
João Pedro de Lemos Paiva (Lisbona, 8 febbraio 1983) è un allenatore di calcio ed ex calciatore portoghese, di ruolo attaccante, tecnico del Langenthal.

## Palmarès

### Club

#### Competizioni nazionali
- Campionato cipriota: 1

Apollon Limassol: 2005-2006
- Coppa Svizzera: 1

Grasshoppers: 2012-2013